# Syllis macroura
Syllis macroura är en ringmaskart som beskrevs av Schmarda 1861. Syllis macroura ingår i släktet Syllis och familjen Syllidae. Inga underarter finns listade i Catalogue of Life.